# Saint-omeri szerződés
A saint-omeri szerződést Károly burgundi herceg és Zsigmond osztrák főherceg kötötte 1469. május 9-én. Az egyezmény értelmében Zsigmond elzálogosította birtokainak egy részét Merész Károlynak 50 ezer forintért.
A szerződés értelmében Felső-Elzász, Ferrette grófság, Thann, Breisach, Rheinfelden, Saeckingen, Lauffenburg, Waldshut és Brisac a burgundi herceg felügyelete alá került. A városok közül több fontos kereskedelmi útvonal mellett feküdt. A tranzakció nem eladás, hanem zálogba bocsátás volt, ami azt jelentette, hogy Zsigmond visszavásárolhatta Merész Károlytól. 1474-ben ezt meg is próbálta, de Károly elutasította.